# Setoseptoria
Setoseptoria is een geslacht van schimmels behorend tot de familie Lentitheciaceae. De typesoort is Setoseptoria phragmitis.

## Soorten
Volgens Index Fungorum telt het geslacht zeven soorten (peildatum april 2022):
| Soortnaam                     | Auteur(s)                                         | Publicatiejaar |
| ----------------------------- | ------------------------------------------------- | -------------- |
| Setoseptoria arundelensis     | Wanas., E.B.G. Jones & K.D. Hyde                  | 2018           |
| Setoseptoria arundinacea      | (Sowerby) Kaz. Tanaka & K. Hiray.                 | 2015           |
| Setoseptoria englandensis     | Wanas., E.B.G. Jones & K.D. Hyde                  | 2018           |
| Setoseptoria lulworthcovensis | Wanas., E.B.G. Jones & K.D. Hyde                  | 2018           |
| Setoseptoria magniarundinacea | (Kaz. Tanaka & Y. Harada) Kaz. Tanaka & K. Hiray. | 2015           |
| Setoseptoria phragmitis       | Quaedvl., Verkley & Crous                         | 2013           |
| Setoseptoria scirpi           | Jayasiri, E.B.G. Jones & K.D. Hyde                | 2017           |